# ND Bilje
Nogometno društvo Bilje (kratica ND Bilje) je slovenski nogometni klub. Klub trenutno nastopa v 2. Slovenski nogometni ligi.
Njegov domači stadion je Stadion v Dolinci, ali kot je tudi znan samo kot Stadion Bilje, ki se nahaja v športnem kompleksu pod imenom Športni park Bilje.

## Zgodovina
Ustanovitev športnega društva v Biljah sega v leto 1945, medtem ko je nogometni klub v njegovem okviru zaživel leto pozneje. Po enoletnem samostojnem delovanju je leta 1947 prišlo do združitve z Adrio iz Mirna in s Šempetrom v skupni klub, ki pomeni predhodnika današnjega prvoligaša v Novi Gorici.
Nogometni zanesenjaki so samostojen klub v Biljah ponovno obudili leta 1972 in od takrat naprej ta neprekinjeno deluje ter se športno in organizacijsko razvija.

## Uvrstitve[3][4][5]
| Sezona    | Mesto | Liga        |
| --------- | ----- | ----------- |
| 2010/2011 | 5     | EPNL        |
| 2011/2012 | 1     | EPNL        |
| 2012/2013 | 14    | 3.SNL-Zahod |
| 2013/2014 | 1     | EPNL        |
| 2014/2015 | 3     | 3.SNL-Zahod |
| 2015/2016 | 6     | 3.SNL-Zahod |
| 2016/2017 | 4     | 3.SNL-Zahod |
| 2017/2018 | 1     | 3.SNL-Zahod |
| 2018/2019 | 9     | 2.SNL       |
| 2019/2020 | 8     | 2.SNL       |
| 2020/2021 | 6     | 2.SNL       |
| 2021/2022 | 7     | 2.SNL       |
| 2022/2023 | 9     | 2.SNL       |
| 2023/2024 | 10    | 2.SNL       |
| 2024/2025 | 11    | 2.SNL       |
| 2025/2026 |       | 2.SNL       |